# Rijssens leemspoor

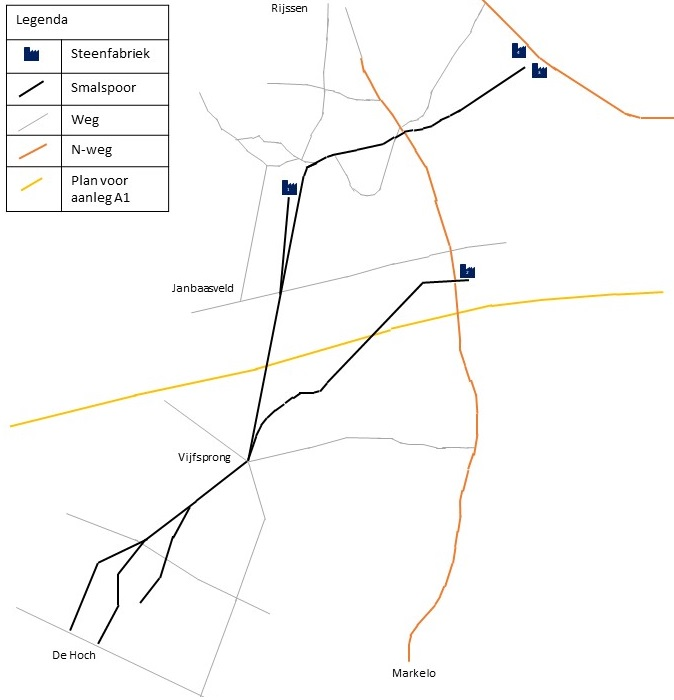
Kaart van het leemspoor tussen Rijssen en Markelo van omstreeks 1970

Het Rijssens leemspoor is het smalspoor tussen de oude steenfabrieken om leem uit de oude leemafgravingen rondom de Overijsselse stad Rijssen naar de steenfabrieken te vervoeren.

## Geschiedenis
Omstreeks 1900 raakte leem uit de nabijgelegen leemputten op voor de steenfabriek van Baan en Ten Hove. Deze steenfabriek was gelegen tussen de Brekeldlaan, de Oude Markeloseweg en de Callunaweg. Om het werk voort te zetten, moest men uitwijken naar verder gelegen gebieden. Het gebied de Hoch in gemeente Markelo bleek rijk ze zijn aan leem en men is daar toen begonnen met afgraven. Om het transport van leem makkelijker te maken, is er enkele jaren voor de Tweede Wereldoorlog het smalspoor aangelegd. In eerste instantie werd het spoor van de Hoch tot halverwege de steenfabriek gelegd. Men gooide dan alles op een berg en in het voorjaar werd het spoor verlegd zodat het zijn laatste weg naar de steenfabriek kon maken. Dit kon gemakkelijk om de rails erg licht waren. De plek van deze tijdelijke leemberg kende men als het Janbaasveld.

### Steenfabrieken
Naast de steenfabriek van Baan en Ten Hove waren er nog drie andere fabrieken in Rijssen. De steenfabriek van de gebroeders Struik, later hernoemd naar de Heidebloem, toen gelegen aan de kruising tussen de huidige Enterstraat en Tichelweg. Op dezelfde plek zat ook de steenfabriek van de gebroeders Ten Bolscher. De steenfabriek van Voortman en Smeijers stond op de kruising van de Enterveenweg en de Markeloseweg. De restanten hiervan zijn nog terug te vinden. Deze vier steenfabrieken kwamen erachter dat het een goede zaak was om met de kipwagentjes leem over het smalspoor te transporteren. De vier overgebleven steenfabrieken besloten daarop gezamenlijk meer spoorlijnen aan te leggen. In de eerste jaren werden deze kipwagentjes getrokken door paarden. In 1939 werd er door Baan en Ten Hove een locomotief aangeschaft en kon meer volle wagens per keer verplaatsen.

### Einde smalspoor
In het begin van de jaren zestig begon het smalspoor te verdwijnen. Dit kwam omdat in eerste instantie steenfabriek Ten Bolscher en steenfabriek Struijk stopten met het leemspoor, maar niet veel later volgden ook de steenfabriek Baan en Ten Hove en steenfabriek Smeijers en Voortman. De reden hiervoor waren de klachten over veiligheid en geluid. Vier steenfabrieken maakten namelijk gebruik van het leemspoor en hadden elk hun eigen leemput. Door deze overlast is er uiteindelijk één gezamenlijke leemput gekomen in de Hoch, deze werd afgegraven door een firma uit Den Ham. Later werd leem met modernere en efficiëntere vrachtwagens vervoerd. Er was echter wel een brug gebouwd over de net aangelegde A1, deze werd later in gebruik genomen als een  fiets-/voetgangersbrug. Het vier kilometer lange smalspoor werd weggehaald en naar de oud-ijzer boer gebracht.  Slechts een klein deel van het smalspoor is behouden. 

### Sluiting steenfabrieken
Door de sanering in de Nederlands baksteenindustrie in 1969 was ook de steenfabriek van de gebroeders Struijk genoodzaakt hun fabriek te sluiten. In 1982 waren zowel steenfabriek van gebroeders ten Bolscher als van Baan en Ten Hove genoodzaakt hun deuren te sluiten. De steenfabriek van Smeijers en Voortman heeft het langer volgehouden. Maar ook zij hebben in 2005 de deuren moeten sluiten. Aangezien deze fabriek het recentst nog in de omgeving Rijssen te vinden was, staat deze dan ook bekend als "de oude steenfabriek". Op deze vroegere locatie van de steenfabriek is tot op heden nog geen ander bestemmingsplan gekomen.

## Restanten
- De afgravingen in de Hoch is nog een duidelijk als hoogteverschil zichtbaar te herkennen.
- De brug over de Rijksweg 1 is in gebruik als fiets- en voetgangersbrug.
- Op de plek waar het smalspoor heeft gelopen is nu een wandelpad.
- Om het leemspoor toch deels te behouden is er de Stichting Rijssens Leemspoor. Deze onderhoudt een klein gedeelte en rijdt nog voor toeristisch gebruik over het spoor met de oude wagons. In het zomerseizoen rijdt er elke zaterdag nog een locomotief.[7]Hierdoor blijft het Rijssense leemspoor een begrip en zichtbaar voor de nieuwe generatie.

## Foto's

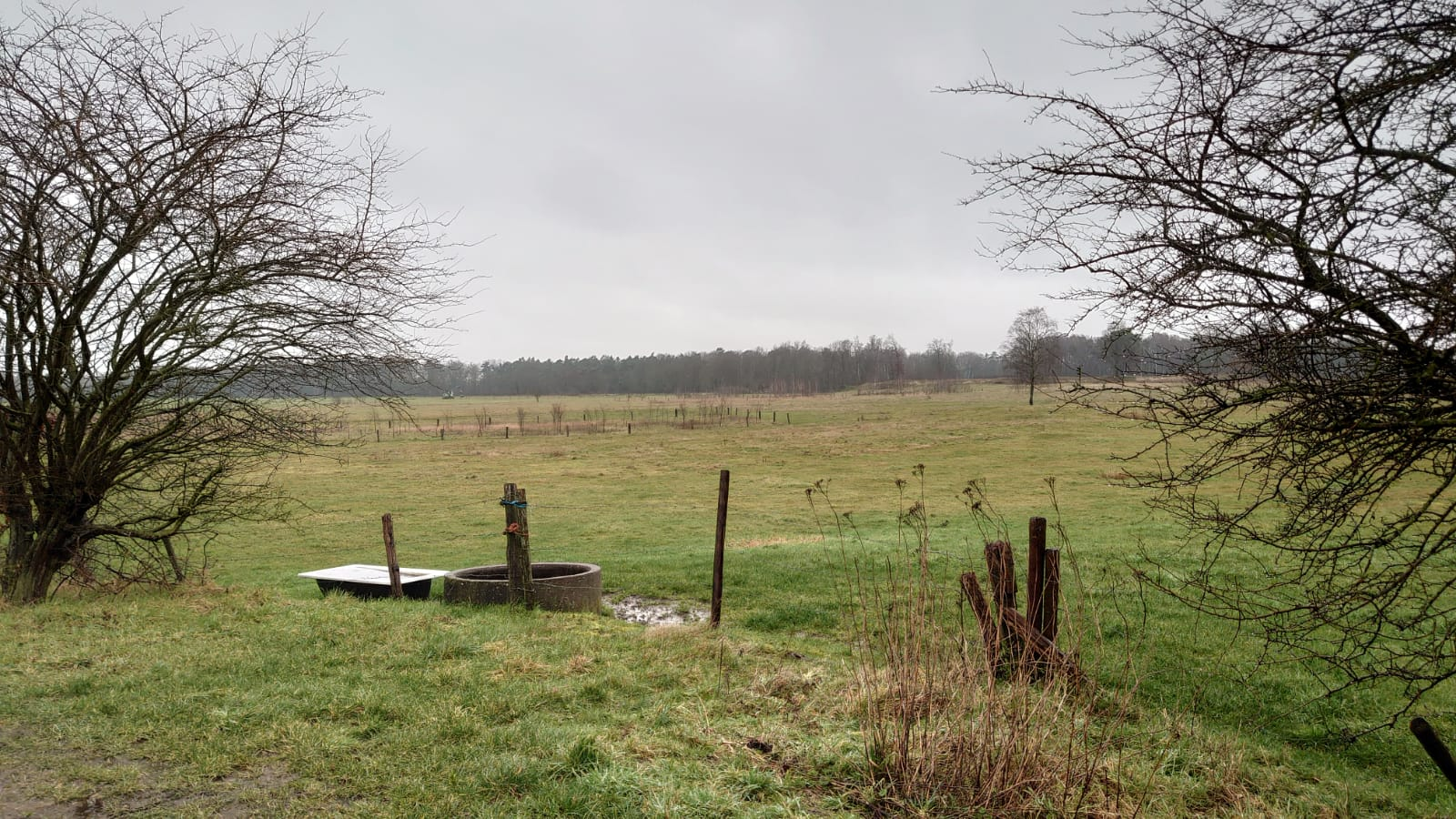
Leemput de Hoch in gemeente Markelo
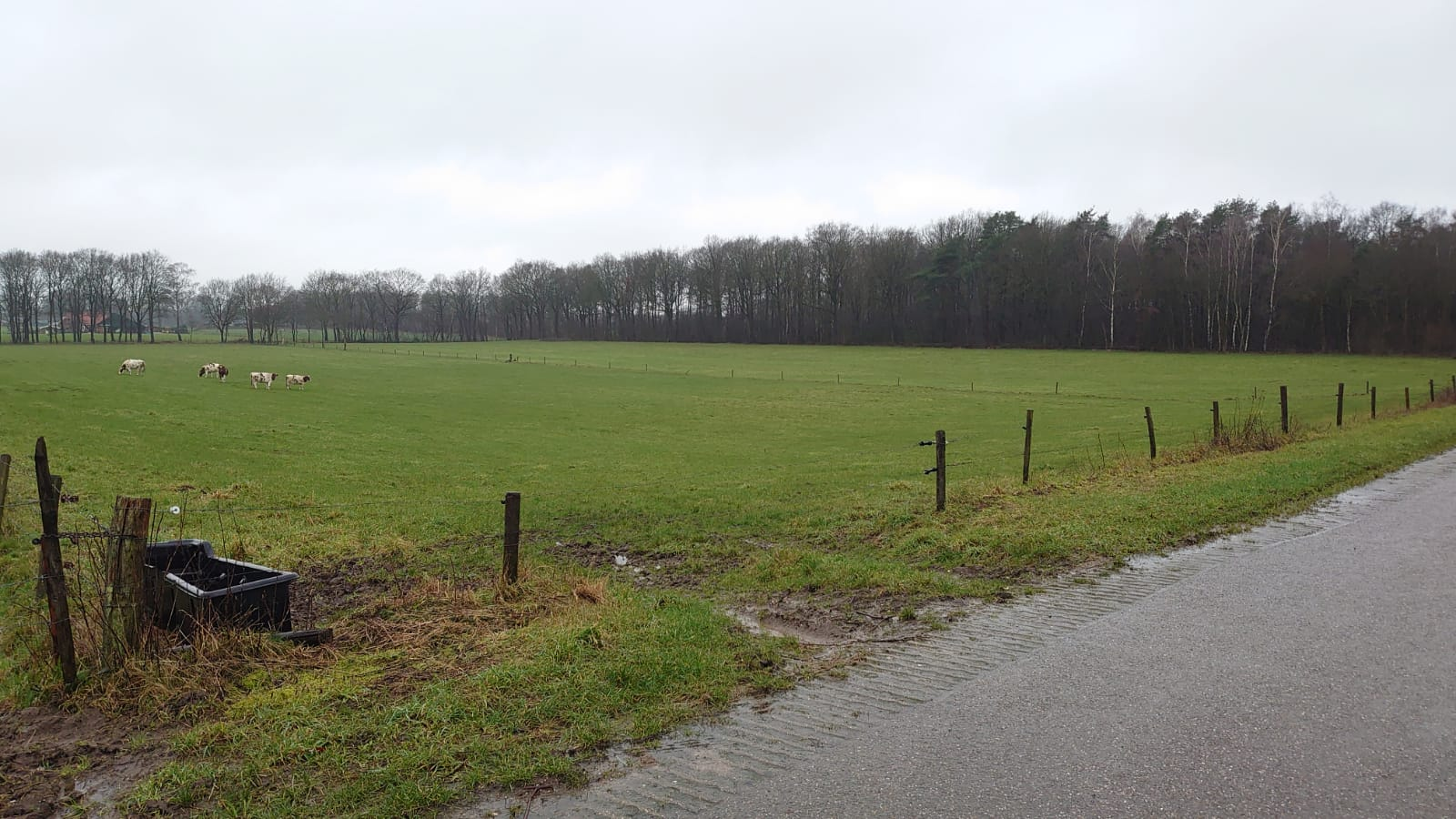
Leemput de Hoch in gemeente Markelo
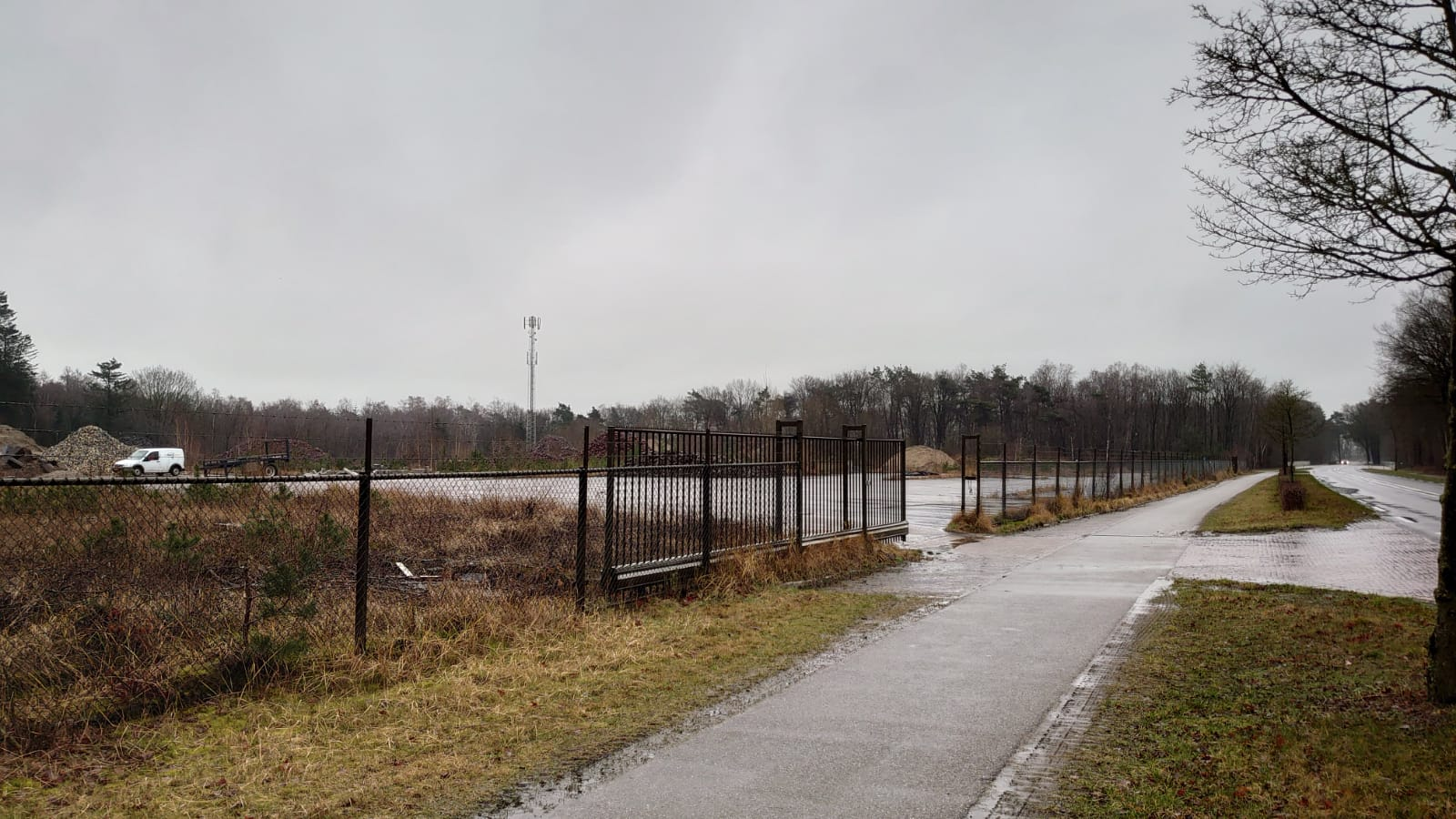
Plek van de oude steenfabriek
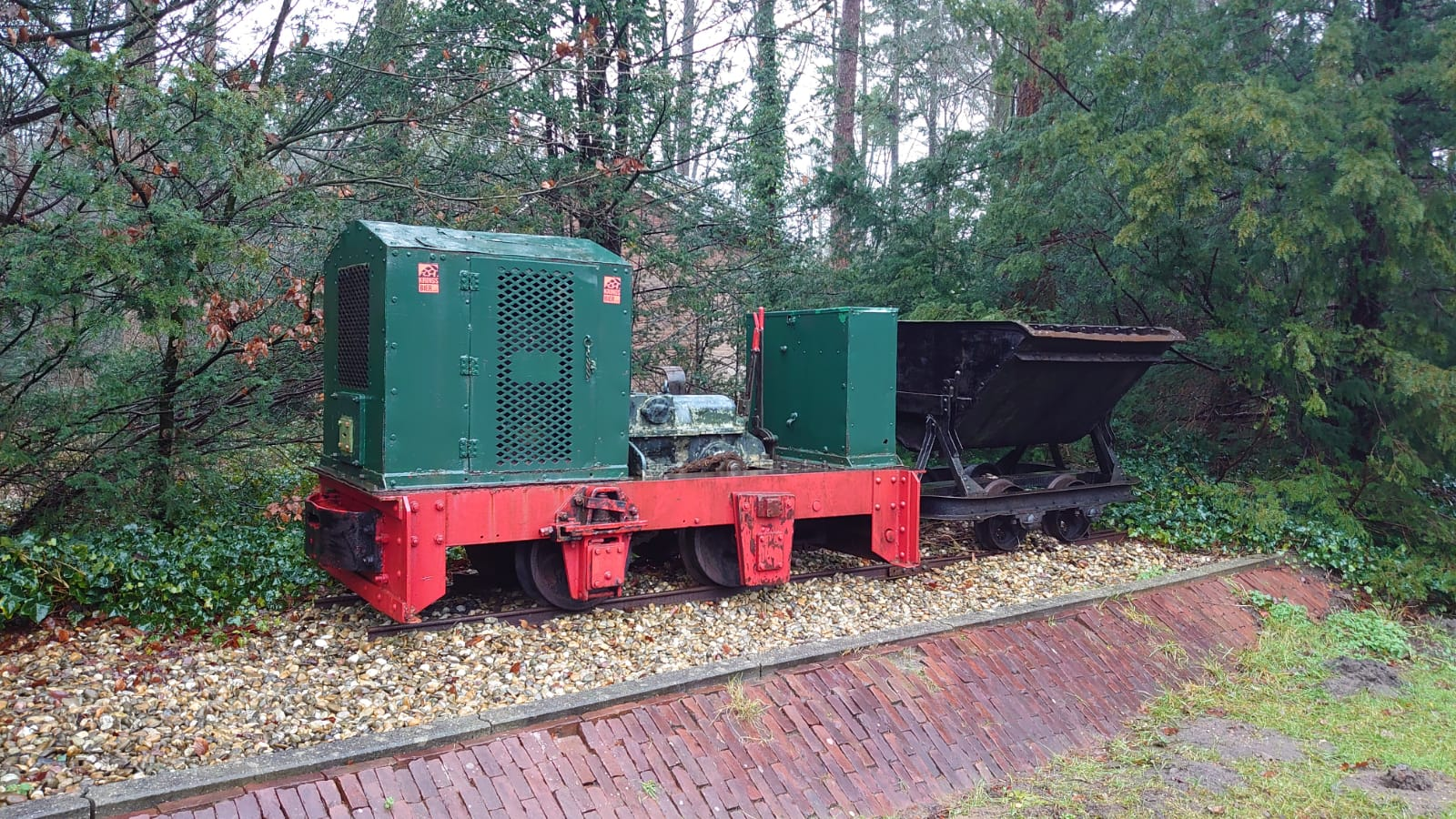
Monument treintje Rijssens Leemspoor